# Rana chensinensis
Rana chensinensis es una especie de anfibio anuro de la familia Ranidae.

## Distribución geográfica
Esta especie se encuentra entre los 600 y 4000 m sobre el nivel del mar en Asia Oriental:
- en República Popular de China en Sichuan, Gansu, Shaanxi, Shanxi, Henan, Hebei, Liaoning, Jilin, Heilongjiang, Níngxià y Mongolia Interior;
- en el este de Mongolia.[3]

## Taxonomía
La descripción científica es obra del Padre David, un misionero naturalista, que la encontró el 19 de noviembre de 1872, a más de 1000 metros sobre el nivel del mar, en Gujiapo (家 坡), durante una exploración de las montañas Qinling (秦岭) en Shaanxi.

## Diverso
Los oviductos disecados de Rana chensinensis son un ejemplo de preparaciones comunes que se venden en la medicina china.

## Publicación original
- David, 1875 : Journal de mon Troisième Voyage d'Exploration dans l'Empire Chinoise, vol. 1, Paris, Hachette, p. 1-383[4]